# Ciclooxigenasa
La ciclooxigenasa (COX) o prostaglandina-endoperóxido sintasa (EC 1.14.99.1) es una enzima que permite al organismo producir unas sustancias llamadas prostaglandinas a partir del ácido araquidónico. Concretamente cataliza la reacción:
Araquidonato + AH2 + 2 O2 {\displaystyle \rightleftharpoons } Prostaglandina-H2 + A + H2O
Esta enzima puede actuar como dioxigenasa o como peroxidasa. Se une a un grupo hemo por cada subunidad que es un homodímero. Es una proteína de membrana periférica situada en la membrana de los microsomas y del retículo endoplasmático. Es inhibida por los antiinflamatorios no esteroideos (AINE) como la aspirina.

## Tipos de COX humanas
Entre 1989 y 1992 se llevó a cabo la investigación, que condujo al descubrimiento de las dos isoformas de la ciclooxigenasa: la COX-1 y la COX-2, enzimas con alrededor de 600 aminoácidos cada una. Ahora se sabe que la COX-1 y la COX-2 difieren en un solo aminoácido aunque los sitios activos de las enzimas son idénticos. Para algunos autores podría existir una tercera isoforma: la COX-3, radicada en el cerebro, mientras que para otros no sería más que la COX-2 pero con funciones más propias de la COX-1.
- Ciclooxigenasa 1 (COX-1). Tiene como función la regulación de la proliferación de las células normales o neoplásticamente transformadas. La COX-1 es constitutiva en todos los tejidos, especialmente en riñón y el tubo gastrointestinal. Participa en la producción de prostaglandinas que intervienen en procesos fisiológicos tales como: protección del epitelio gástrico, mantenimiento del flujo renal, la agregación plaquetaria, la migración de neutrófilos y también se expresan en el endotelio vascular. Se encuentra asociada al retículo endoplásmico de las células. Se han descrito dos pequeñas isoformas (PCOX-1a y PCOX-1b) de la COX-1. Estas proteínas derivan de un splicing alternativo del RNA mensajero del gen de la COX-1.[1] El gen de la COX-1 mide aproximadamente 22 kb, tiene 11 exones y procede de una duplicación de un gen común muy ancestro. Se encuentra en el cromosoma 9 y su región promotora no tiene caja TATA, pero sí que contiene muchos lugares de transcripción, lo que sugiere que su gen es del tipo de «genes de mantenimiento». En la célula, generalmente la COX-1 se encuentra en el citoplasma o cerca del retículo endoplásmico. Aunque la COX-1 se expresa constitutivamente en muchos tejidos, sus valores cambian durante el desarrollo. La estructura proteica de ambas enzimas es similar, con una homología superior al 90 %. El peso molecular de la COX-1 es aproximadamente de 69.05 kD, y los exámenes cristalográficos han demostrado diferencias estructurales derivadas de la secuencia de aminoácidos. Su estructura presenta dos dominios, el que se une a las membranas está constituido por cuatro hélices que forman un canal que permite la entrada del ácido araquidónico de la membrana al lugar con actividad enzimática. En esta región hay dos lugares activos, uno que cataliza la ciclooxigenación y otro la perooxidación.[2]

- Ciclooxigenasa 2 (COX-2). Tiene como función mediar en los procesos de inflamación y en la señalización por prostanoides. La COX-2 se expresa tras inducción inflamatoria, aunque es constitutiva en SNC y riñón.[3] La expresión de la COX-2 es provocada por diversos mediadores inflamatorios (interferón γ, factor de necrosis tumoral α, interleucina 1, factores de crecimiento, etc.) en diversas células (monocitos, macrófagos, células endoteliales, sinoviocitos, condrocitos y osteoblastos) y tejidos (aparato reproductor, sistema nervioso central, estómago, riñón, pulmón y ciertos tejidos afectados por procesos neoplásicos). Se encuentra asociada a la envoltura nuclear de las células.

- Ciclooxigenasa 3 (COX-3). Isoforma de la COX-1. Se ha observado una abundante expresión del RNA mensajero de la misma en el cortex cerebral y el corazón. La inhibición de esta isoforma podría estar relacionada con el efecto antipirético de muchos AINEs.

La COX-3 se ha podido identificar solo en animales de experimentación, nunca en humanos. Por lo cual ya no se habla de ella, se plantea que hay AINEs con efecto analgésico en el sistema nervioso central y que no se sabe cómo actúan, como el paracetamol que tiene efecto antipiréticos y analgésicos pero no antiinflamatorio.
La presencia de las isomerasas varía de un tejido a otro. Pulmones y bazo son capaces de formar toda la gama de prostaglandinas, en cambio, otros tejidos no. Por ejemplo, las plaquetas sintetizan tromboxano A2 (TXA2), que es agregante plaquetario intravascular y contrae el músculo liso de arterias y bronquios. La célula endotelial, en cambio, sintetiza PGI2 que es antiagregante, vasodilatadora, citoprotectora gástrica y duodenal y en aparato yuxtaglomerular libera renina.
Los mastocitos liberan PGD2 sobre todo en procesos alérgicos y otros estímulos. Produce broncoconstricción, dolor, vasodilatación y tiene un leve efecto antiagregante.
Muchos órganos como riñón, útero, intestino, etc. sintetizan PGE2 que produce vasodilatación, natriuresis, diuresis, y antagoniza los efectos presores de angiotensina II y noradrenalina.

### Las ciclooxigenasas y el tracto gastrointestinal
La PGE2 reduce la producción del ácido gástrico y produce vasodilatación de la mucosa. Además, aumenta la secreción de moco, jugo gástrico y bicarbonato duodenal. En los seres humanos, la mayoría de las prostaglandinas con efecto protector de la mucosa gástrica son sintetizadas a través de la COX-1. Sin embargo, en los cánceres de colon humano, la COX-2 se expresa en grandes cantidades.

### Las ciclooxigenasas renales
Las prostaglandinas se producen en diferentes regiones anatómicas del riñón. Su supresión a través del bloqueo de la COX-1 puede ser el mecanismo más importante de la nefrotoxicidad producida por los AINE.
Por ejemplo, las prostaglandinas PGI2, PGE2 y PGD2 disminuyen la resistencia vascular mediante la dilatación de los vasos medulares y el aumento de la perfusión del riñón. Esto produce redistribución del flujo sanguíneo desde la corteza renal a las nefronas de la región yuxtamedular. La inhibición de estas prostaglandinas tiende a disminuir la perfusión renal total y a redistribuir el flujo sanguíneo hacia la corteza. En situaciones extremas, esto culmina en una vasoconstricción renal aguda e isquemia medular que puede desembocar en fallo renal agudo. Además, la PGE2 tiene un efecto diurético y natriurético, de ahí la retención hidrosalina que producen los AINE. La PGE2 junto con la PGI2 mantienen el filtrado glomerular. La síntesis renal de las prostaglandinas es un mecanismo fisiológico para contrarrestar la disminución de la perfusión renal. La reducción del flujo sanguíneo ocurre en situaciones de contracción volumétrica. En estas circunstancias, las PG generan una vasodilatación compensatoria de la vasculatura renal que contrarresta el efecto de la estimulación del eje renina-angiotensina-aldosterona. El mantenimiento de las funciones renales en pacientes con fallo cardíaco, cirrosis e insuficiencia renal depende de la acción vasodilatadora de las prostaglandinas. La PGE2 y la prostaciclina que intervienen directamente en este efecto vasodilatador son sintetizadas a través de la vía de la COX-1. En situaciones de deprivación salina se ha visto expresión de COX-2 en la mácula densa renal.

### Las ciclooxigenasas en la artritis
Tanto en el líquido sinovial como en la membrana sinovial de los pacientes con artritis se detecta COX-1 y COX-2 a nivel proteico y de ARNm11,13. En ambos casos las células responsables son células mononucleadas de estirpe monocítico-fagocitario. La contribución de cada una de estas dos isoformas a la síntesis de las prostaglandinas aún no se conoce con exactitud. Existen datos que señalan que la producción de PG puede depender casi exclusivamente de la COX-2, incluso en presencia de la COX-1. En sistemas murinos in vitro, la síntesis de PG es dependiente del acoplamiento entre las fosfolipasas y las ciclooxigenasas. Por ejemplo, el tratamiento con mitógenos de fibroblastos produce un aumento en la liberación de PG. Si se bloquea la expresión de COX-2 no se producen PG, aun en presencia de COX-1. Esto, en humanos, explicaría cómo inhibidores selectivos de la COX-2 podrían inhibir la síntesis articular de PG (dolor e inflamación), aun en presencia de grandes cantidades de COX-1 en la membrana sinovial y en las células del líquido sinovial.